# Luis María Iturria
Luis María Iturria (Punta del Este, 4 de abril de 1981) es un deportista, empresario y surfista uruguayo.
Comenzó a practicar surf gracias a la influencia de su hermana mayor Jimena, que practicaba bodyboard.
Antes de dedicarse exclusivamente al surf Iturria estudió cocina, trabajó de guardavidas y dando clases de surf, algo que hace en la actualidad.
Campeón Uruguayo de Surf cuatro veces en 1998, 1999, 2010 y 2011,  logrando el premio al surfista revelación de Latinoamérica en 2006. Campeón Reef Classic Punta del Este 2012, Campeón Reef Classic Montañita 2012.
Cámpeón Latinoamericano de Surf en 2013, en Nicaragua del circuito ALAS (Asociación Latinoamericana de Surfistas Profesionales). Recibió un reconocimiento en Maldonado.
Iturria es miembro de la Unión de Surf de Uruguay (USU), y cuenta con empresas patrocinantes nacionales e internacionales, para poder dedicarse a este deporte en exclusividad. Está casado y tiene tres hijos Agostina, Valentina e Íker.